# الدين في لوكسمبورغ
الدين في  لوكسمبورغ بحسب مسح "المشهد الديني العالمي" لمركز بيو للأبحاث

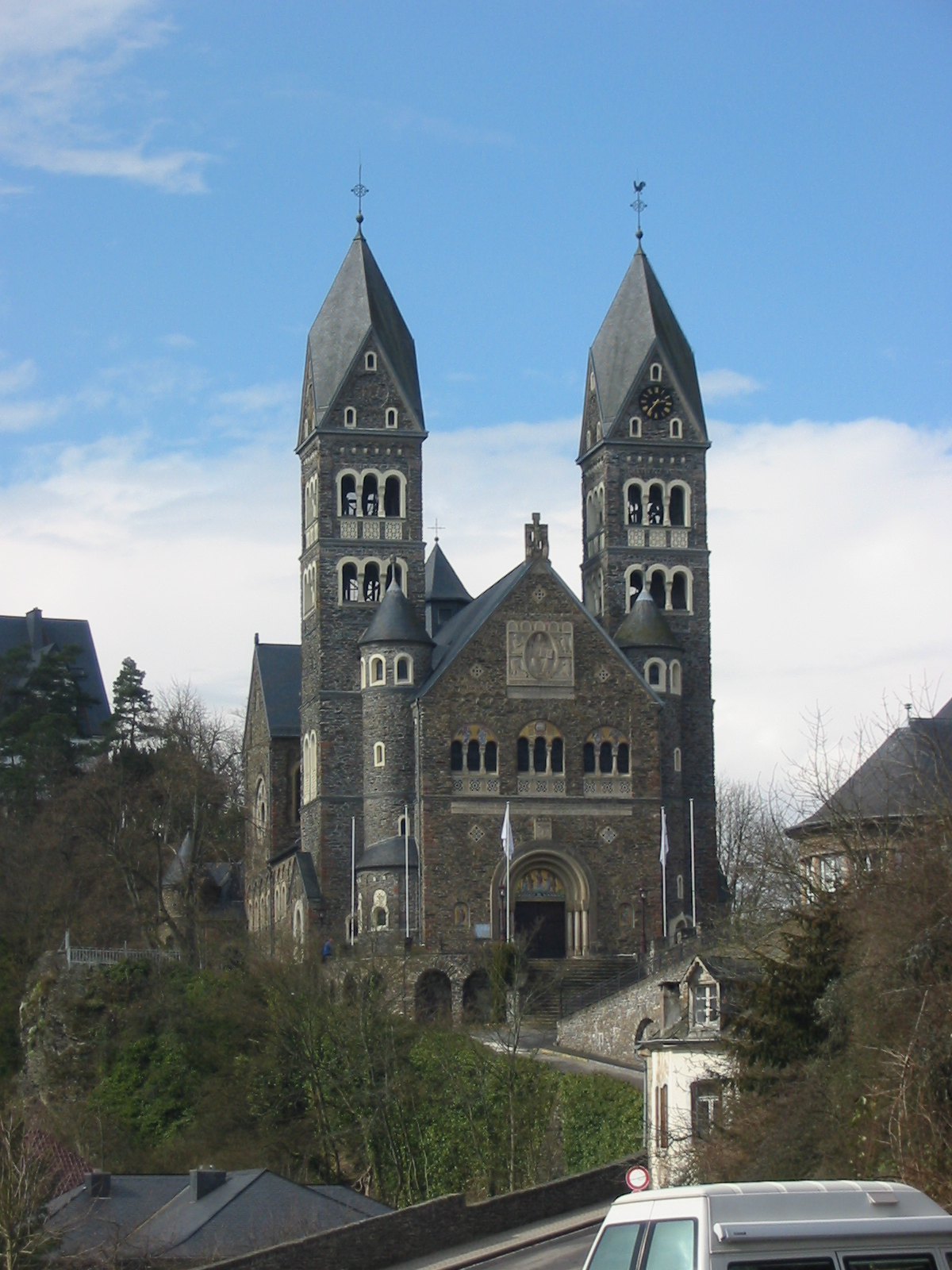
كنيسة في كلرفوكس، لوكسمبورغ.

تعتبر المسيحية هي أكبر ديانة في لوكسمبورغ بنسبة 70% من السكان يعني ما يقارب 360.000 معتنق في 2011؛ وفق مركز بيو للأبحاث، وأغلب السكان تابعون الكنيسة الكاثوليكية وصرح %68 من سكان لوكسمبورغ انهم مؤمنون بالله وبروح خارقة وصرح %24 انهم غير مؤمنون بشيء ، يشكل المسلمين %2.3 من سكان وهم ثاني أكبر جماعة دينية في لوكسمبورغ ويشكل الملحدين %27 .